# Gabede
„Gabede“ (оригинално заглавие на грузински: გაბედე) е песен на грузинската група „Дъ Вайръс“, класирала Грузия десета на детския песенен конкурс „Евровизия 2015“. Автори на песента са Гига Кухианидзе (музика) и Ерекле Дейсадзе (текст).

## Критически отзиви
От българския Eurovision-bg.com (вж. Източници) се изказват предимно положително за песента. Сред мненията е следното:
| „ | Песента е много свежа и забавна. Мелодията се запомня лесно и няколко слушания започваш да си я тананикаш, поне за мен беше така. Носи нужното детско усещане. Няма го излишния драматизъм, който кара човек да забрави, че слуша деца. Веселият ѝ характер я кара да изпъква сред останалите по-бавни песни, които представихме дотук. Това определено ще бъде плюс за Грубия и тя ще се класира достатъчно напред, за да бъдат доволни от резултатите. Определено ще им стискам палци. | “ |